# 君島八郎
君島 八郎（きみしま はちろう、1876年（明治9年）12月28日 - 1955年（昭和30年）10月14日）は、日本の土木工学者。工学博士、九州帝国大学教授。日本における道路研究の先駆者であり、その著書『君島大測量学』と『河海工学』は戦前土木名著100書に選ばれている。

## 生涯
福島県若松町諏訪町四谷の旧会津藩士君島勝平の次男として生まれる。1895年（明治28年）会津中学を一回生として卒業する。松江春次、森俊六郎、平石弁蔵らが同級生で、特選生として野口英世が通学しており、のちに留学先で再会している。二高第二部工科を首席で、1901年（明治34年）には東京帝国大学を19名中首席で卒業した。
大学院在学中に『道路学一斑』を著し、母校の講師や助教授、独国、仏国、米国での留学を経て、1911年（明治44年）、新設された九州帝国大学の工学部教授に就任。大学では河川工学や港湾工学を担当し、1929年（昭和4年）には工学部学部長に選任された。1935年（昭和10年）に退官し、名誉教授の称号を授与されている。
大学外においては北九州各市の顧問として都市計画、上下水道や港湾建設に貢献。1950年（昭和30年）には土木学会名誉員に選ばれた。著書の『君島測量学』、『君島大測量学』は当時の日本測量技術者の必備の書であった。会津会会員。
著書など
- 『道路学一斑』博文館、1902年
- 『測量学』丸善、1909年
- 『君島測量学』丸善、1921年
- 『河海工学 第一編』丸善、1922年
- 『河海工学 第二編』丸善、1922年
- 『河海工学 第三編』丸善、1922年
- 『河海工学 第四編』丸善、1922年
- 『君島大測量学 （上）』丸善、1925年
- 『君島大測量学 （下）』丸善、1925年
- 『Balancing a Survey, when the Error of Closure is due to Linear Measurement only』工学会誌 第26輯
- 『Bestimmung der Wassermengenkurve』工学会誌 第28輯

## 栄典
- 1931年（昭和6年）4月15日 - 従三位[8]